# Фарскејп
Фарскејп је научнофантастична серија аустралијске продукције. Фарскејп су финансирале компанија Џим Хенсон, Халмарк Ентертејнмент и СФ Канал. Фарскејп су осмислили Рокне С. О'Банон и Брајан Хенсон, а извршни продуцент је био Дејвид Кемпер. Серија је први пут емитована 1999. године, а завршила је са емитовањем 2003. године кад је укинута због превеликих трошкова. Фарскејп је тако остао без краја и без назнака да ће се њнимање наставити. На крају се ипак дошло до решења - снимљена је мини-серија „Фарскејп: Ратови Миротвораца“ која је приказана у октобру 2004. године на СФ Каналу.
Серија се врти око астронаута, Џона Крајтона који је тестирајући своју теорију убрзања свемирске летелице помоћу Земљине атмосфере упао у црвоточину која га је довела на други крај галаксије. Одмах кад је дошао замерио се капетану Миротвораца Крејсу због смрти његова брата, али на срећу нашао је заштиту на биомеханичком броду Моја са посадом одбеглих затвореника. Негативци су две милитаристичке силе, Миротворци и Скарани.